# Châtelineau
Châtelineau är en ort i Belgien.   Den ligger i provinsen Hainaut och regionen Vallonien, i den centrala delen av landet, 50 km söder om huvudstaden Bryssel. Châtelineau ligger 111 meter över havet och antalet invånare är 17 361.
Terrängen runt Châtelineau är huvudsakligen platt. Châtelineau ligger nere i en dal. Runt Châtelineau är det tätbefolkat, med 319 invånare per kvadratkilometer.. Närmaste större samhälle är Charleroi, 5,4 km väster om Châtelineau. 
Trakten runt Châtelineau består till största delen av jordbruksmark.